# Альбін (патрикій)
Альбін (лат. Albinus; д/н — 581) — патрикій і префект Провансу в 573—575 роках.

## Життєпис
Відомостей про нього обмаль, але судячи з імені належав до галло-римської знаті Провансу. 573 року домігся посади патрикія і префекта Марсельського Провансу. Був гарним другом Динамія, який 575 року заступив того на посаді. 581 року за допомогою Динамія обирається єпископом Юзеса, але помирає через 3 місяці.